# Cicalesi
Cicalesi (in dialetto locale E' Cicalise) è una località rurale di Nocera Inferiore. Costituisce insieme al villaggio di Merichi il quartiere Cicalesi - Merichi.

## Geografia
A sud est rispetto Nocera Inferiore, Cicalesi è caratterizzato per l'ampiezza e la fertilità delle terre, bagnata dall'Alveo comune nocerino.
Negli ultimi anni ha subito un gran processo di urbanizzazione.
Nei pressi di Cicalesi è locata, secondo coordinate, la Stazione meteorologica di Nocera Inferiore.

## Storia

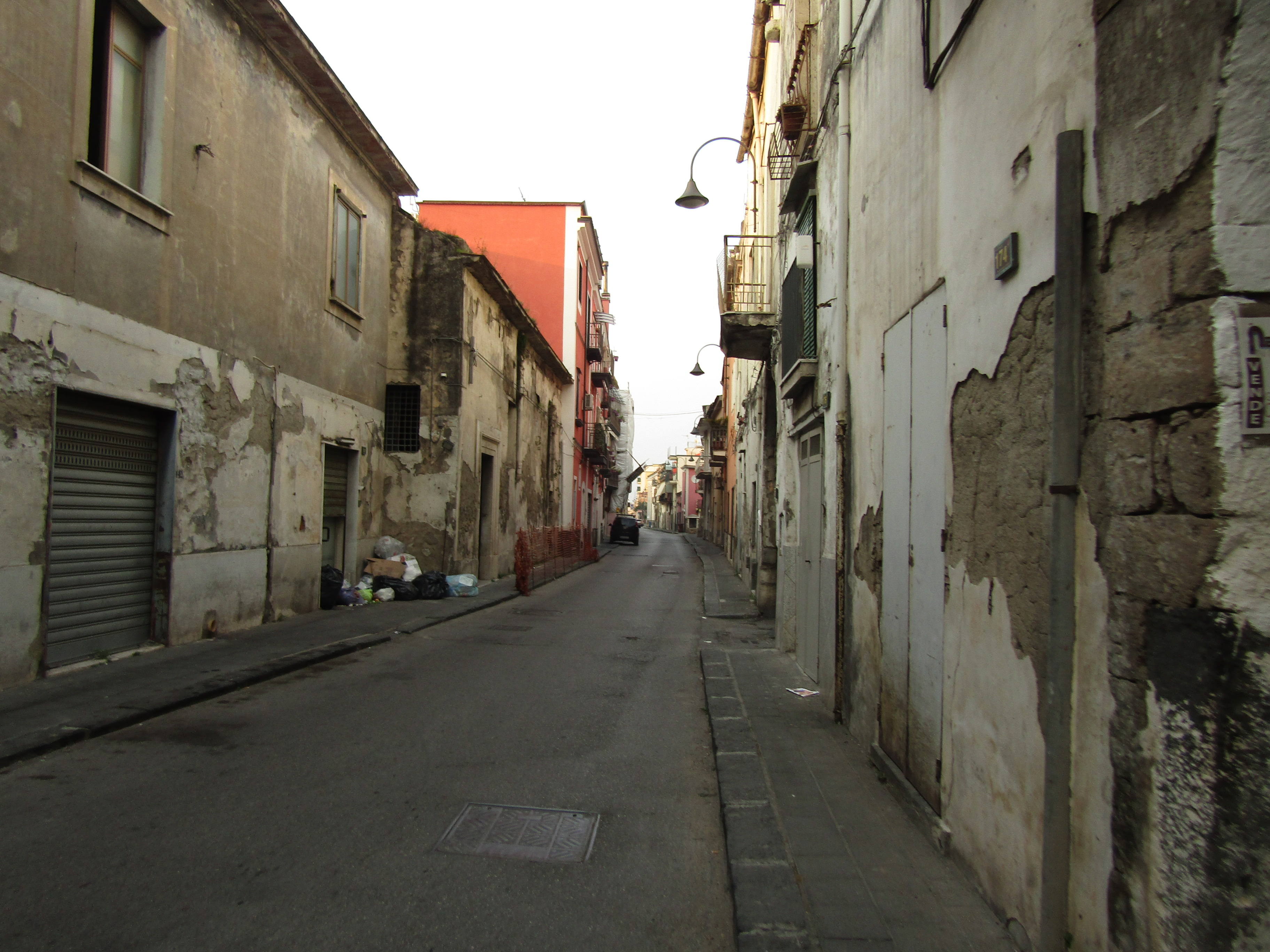
Il casale di Cicalesi

Il primo insediamento in quest'area fu creato dai discendenti del primo Conte di Nocera Dauferio Balbo, i quali costruirono la contrada dello Biscido o  Biscito, locata tra il feudo del Drago (l'odierna Sarno) e quella di Padula. Dal nome del locus, la famiglia dei conti assumerà poi il cognome di Viscido.
Gli stessi Viscido qui vi eressero la chiesa di San Pietro alli Biscidi chiesa personale fino allo spostamento all'Orto Magno, uno degli antichi quartieri del Centro storico di Salerno per garantire le sepolture familiari, comprendenti le chiese dei Santi Matteo e Giovanni. 
Nel 1187 Adamo di Pandolfo donò il territorio "delli Biscidi" al Priore di Sant'Angelo in Grotta.
In seguito la contrada fu abbandonata e le sue rovine rimasero visibili fino al XVI secolo, quando fu eretto il nuovo caseggiato, molto più recente rispetto agli altri casali. Lo stesso si è sviluppato, insieme alla vicina Merichi che però faceva parte del pertinenze di San Matteo. L'area di Cicalesi si costituì, successivamente, intorno ad una Chiesa dedicata al culto di San Giovanni Battista.
Fino al 1547 era parte dell'Università di Nocera Corpo, fece poi parte dell'Università di Sperandei ed infine fu parte della municipalità di Nocera Corpo, fino al 1834. Nel 1851 divenne parte di Nocera Inferiore.
Negli anni '30 nell'antico Palazzo Franza fu istituito un circolo del dopolavoro, dedicato a Tito Minniti, il circolo fu il centro culturale e ricreativo di Cicalesi fino agli anni '90, quando fu chiuso vista l'inagibilità della struttura, abbattuta nel 2015.
La zona fu gravemente danneggiata durante la seconda guerra mondiale.
Negli anni '50 e '60, in pieno boom economico, la zona fu interessata da diverse edificazioni industriali.
Oggi l'area, sede di importanti e moderni istituti scolastici, rappresenta un luogo di espansione della città.

## Le Chiese di san Giovanni Battista

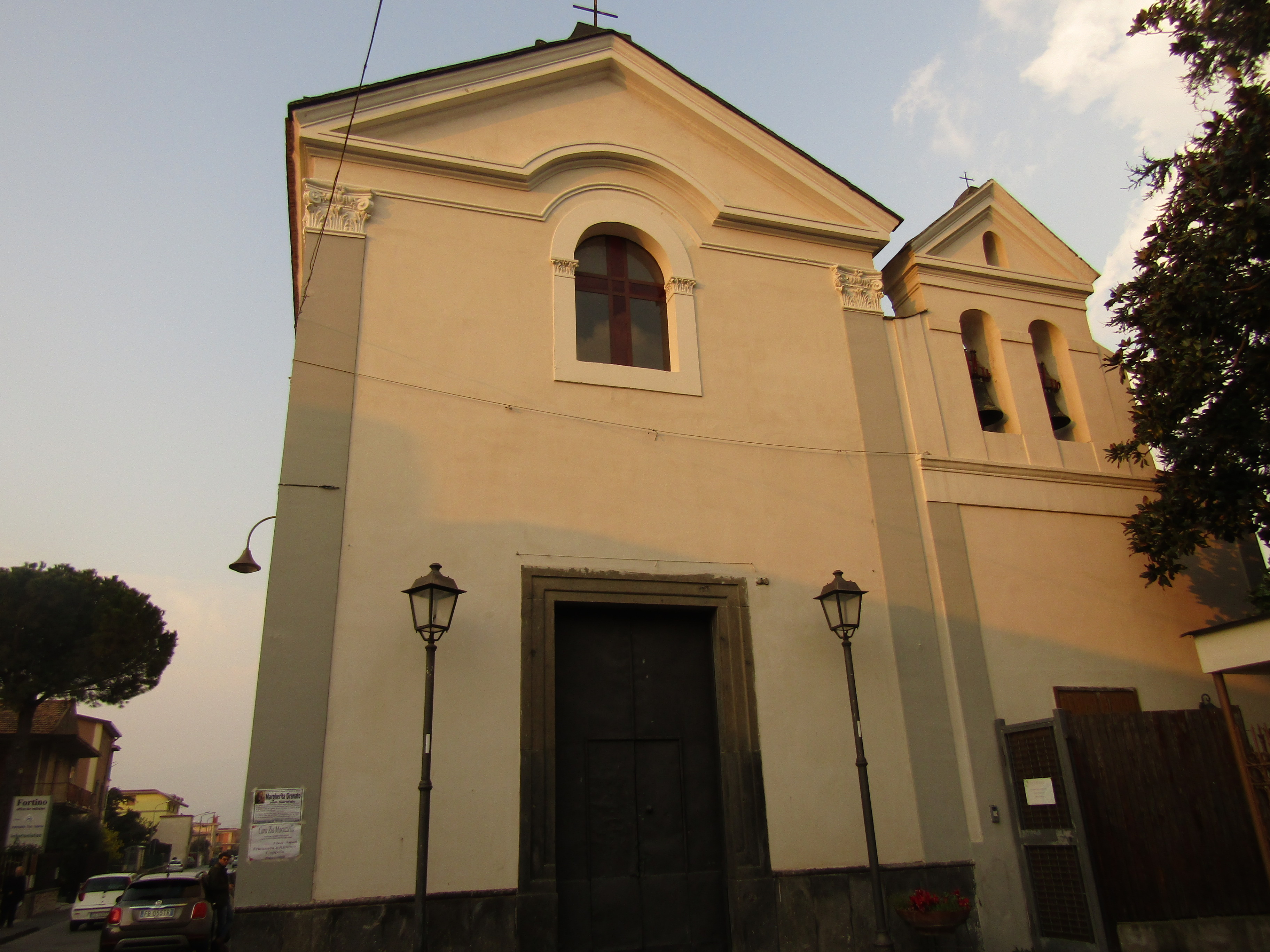
La Chiesa vecchia

La prima chiesa di San Giovanni Battista fu eretta intorno alla fine del XVI secolo come continuazione e pertinenza della più antica chiesa omonima del Cliulo e costituì attorno a sé il primo nucleo abitativo della località, il piccolo edificio è composto da una sola navata e dispone di un piccolo giardino.
Nel XXI secolo fu costruita nel centro della moderna area di Cicalesi una nuova chiesa, più ampia e spaziosa, detta appunto Chiesa Nuova per distinguerla dalla più antica.
Entrambe le chiese appartengono alla forania di Nocera Inferiore, nella Diocesi di Nocera Inferiore-Sarno.

## Cultura
Oltre alla tradizionale festività di san Giovanni Battista che interessa i vari cortili della zona, Cicalesi è il centro del rinomato Carnevale Nocerino.
Inoltre, ogni estate, si tiene una festa per celebrare la storia e la cultura del rione.
Negli anni '70 era attiva Radio S.O.S..